# Danses gothiques

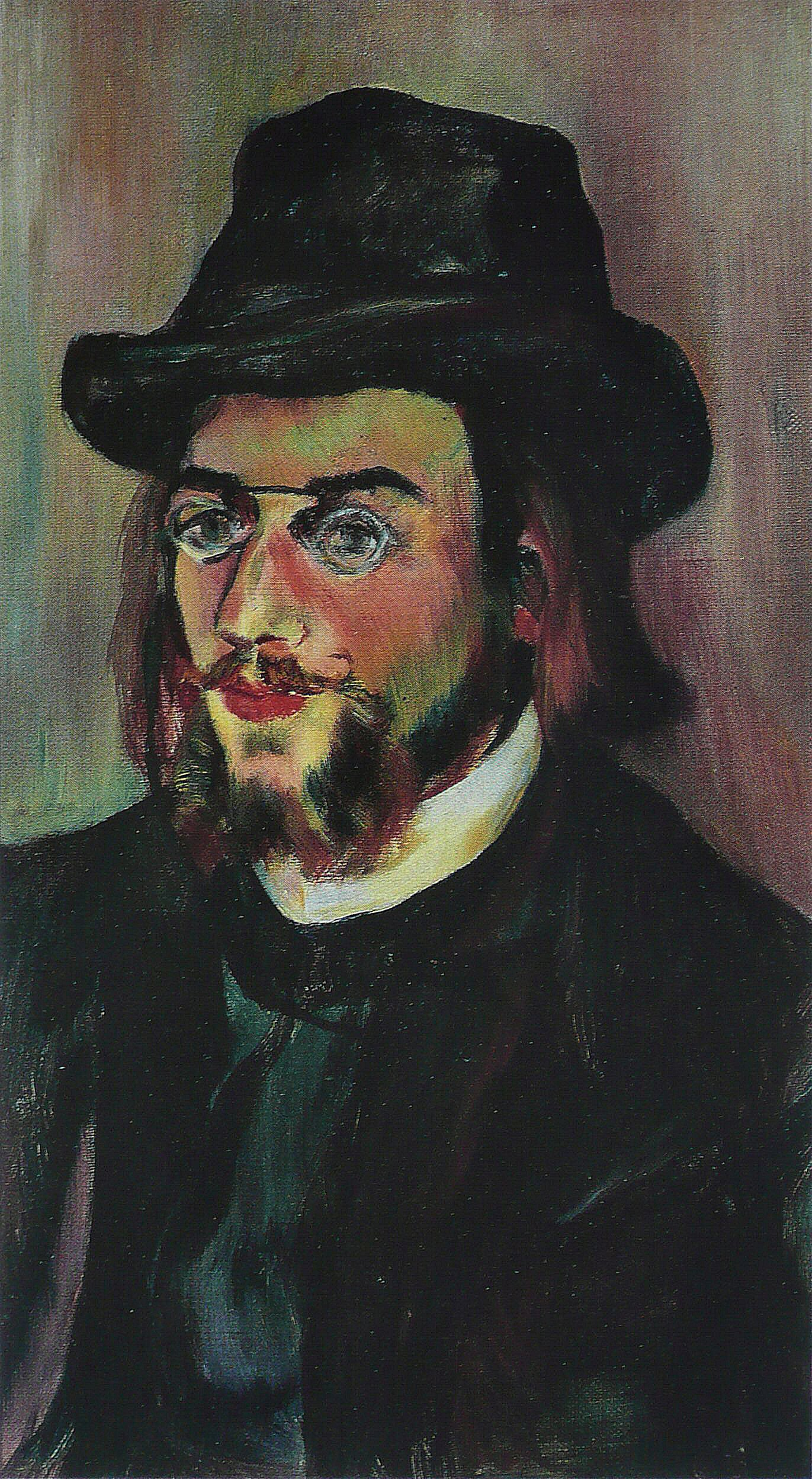
Portrait d'Erik Satie par Suzanne Valadon.

Les Danses gothiques, sous-titrées Neuvaine pour le plus grand calme et la forte tranquillité de mon âme, sont une série de neuf pièces pour piano composées par Erik Satie en mars 1893, qui forme avec le Prélude de la porte héroïque du ciel et la Messe des pauvres un triptyque de sa période mystique. 
Écrite dans une période difficile de sa vie, marquée par sa rupture avec Suzanne Valadon, cette œuvre constitue, de par le titre de ses mouvements, une sorte de prière ou de confession pour piano[pas clair], dédiée à « la Transcendante, Solennelle, et Représentative Extase de Saint Benoit ; Préparatoire et Méthodique du Très Puissant Ordre des Bénédictins ». 

## Mouvements
1. À l'occasion d'une grande peine
2. Dans laquelle les pères de la très véritable et très sainte église sont invoqués
3. En faveur d'un malheureux
4. À propos de Saint Bernard et de Sainte Lucie
5. Pour les pauvres trépassés
6. Où il est question du pardon des injures reçues
7. Par pitié pour les ivrognes, honteux, débauchés, imparfaits, dèsagréables et faussaires en tous genres
8. En le haut honneur du vénéré Saint Michel, le gracieux archange
9. Après avoir obtenu la remise de ses fautes